# 静岡市立蒲原東小学校
静岡市立蒲原東小学校（しずおかしりつ かんばらひがししょうがっこう）は、静岡県静岡市清水区蒲原にある公立小学校。

## 沿革
- 1952年（昭和27年）4月1日 - 開校[1]。
- 1961年（昭和36年）11月5日 - 創立10周年記念式典[1]。
- 1966年（昭和41年）11月8日 - 創立15周年記念式典[1]。
- 1971年（昭和46年）11月5日 - 創立20周年記念造園[1]。
- 1976年（昭和51年）11月 - 創立25周年記念造園[1]。
- 1986年（昭和61年）11月22日 - 創立35周年記念式典[1]。
- 1992年（平成4年）2月9日 - 創立40周年記念祭[1]。
- 2001年（平成13年）10月20日 - 創立50周年記念式典[1]。
- 2006年（平成18年）3月31日 - 静岡市との合併に伴い、「蒲原町立蒲原東小学校」から「静岡市立蒲原東小学校」へと改名[1]。

## 通学区域
清水区
- 蒲原の一部
- 蒲原一丁目・二丁目
- 蒲原三丁目・四丁目のそれぞれ一部
- 蒲原新栄
- 蒲原東